# Hoplocorypha nigerica
Hoplocorypha nigerica es una especie de mantis de la familia Thespidae.

## Distribución geográfica
Se encuentra en Burkina Faso, Ghana y Nigeria.